# Res cogitans
 (juin 2024).
Si vous disposez d'ouvrages ou d'articles de référence ou si vous connaissez des sites web de qualité traitant du thème abordé ici, merci de compléter l'article en donnant les références utiles à sa vérifiabilité et en les liant à la section « Notes et références ».
La substance pensante est l'idée soutenue par les tenants du dualisme et de l'idéalisme, que les esprits sont constitués de substance non physique. Cette substance est souvent dénommée conscience.
Ce concept s'oppose au matérialisme, qui soutient que ce que nous pensons normalement comme étant une substance mentale n'est finalement que de la matière physique (c'est-à-dire un cerveau).
Descartes, célèbre pour son affirmation « Je pense donc je suis », a eu beaucoup d'influence sur le problème corps-esprit. Il décrit sa théorie de la substance mentale (qu'il appelle res cogitans) dans la seconde Méditations métaphysiques (II.8) et dans Les Principes de la philosophie (2.002).
Il a utilisé[Où ?] une définition de substance plus précise que son sens courant actuel : une substance est quelque chose qui peut exister et être ce qu'il est indépendamment de toute autre chose. Pour de nombreux philosophes, cette expression substance mentale a une signification particulière.
Gottfried Wilhelm Leibniz, de la génération immédiatement postérieure à celle de Descartes, soutient que le monde mental est construit par des monades, objets mentaux qui ne font pas partie du monde physique (voir Monadologie).